# BlockOut

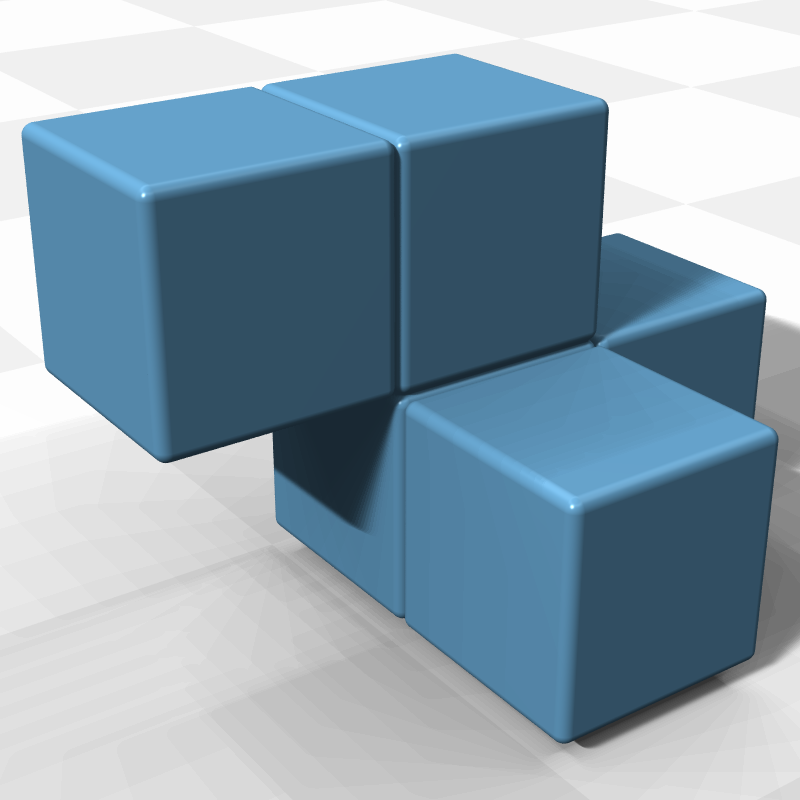
Würfel

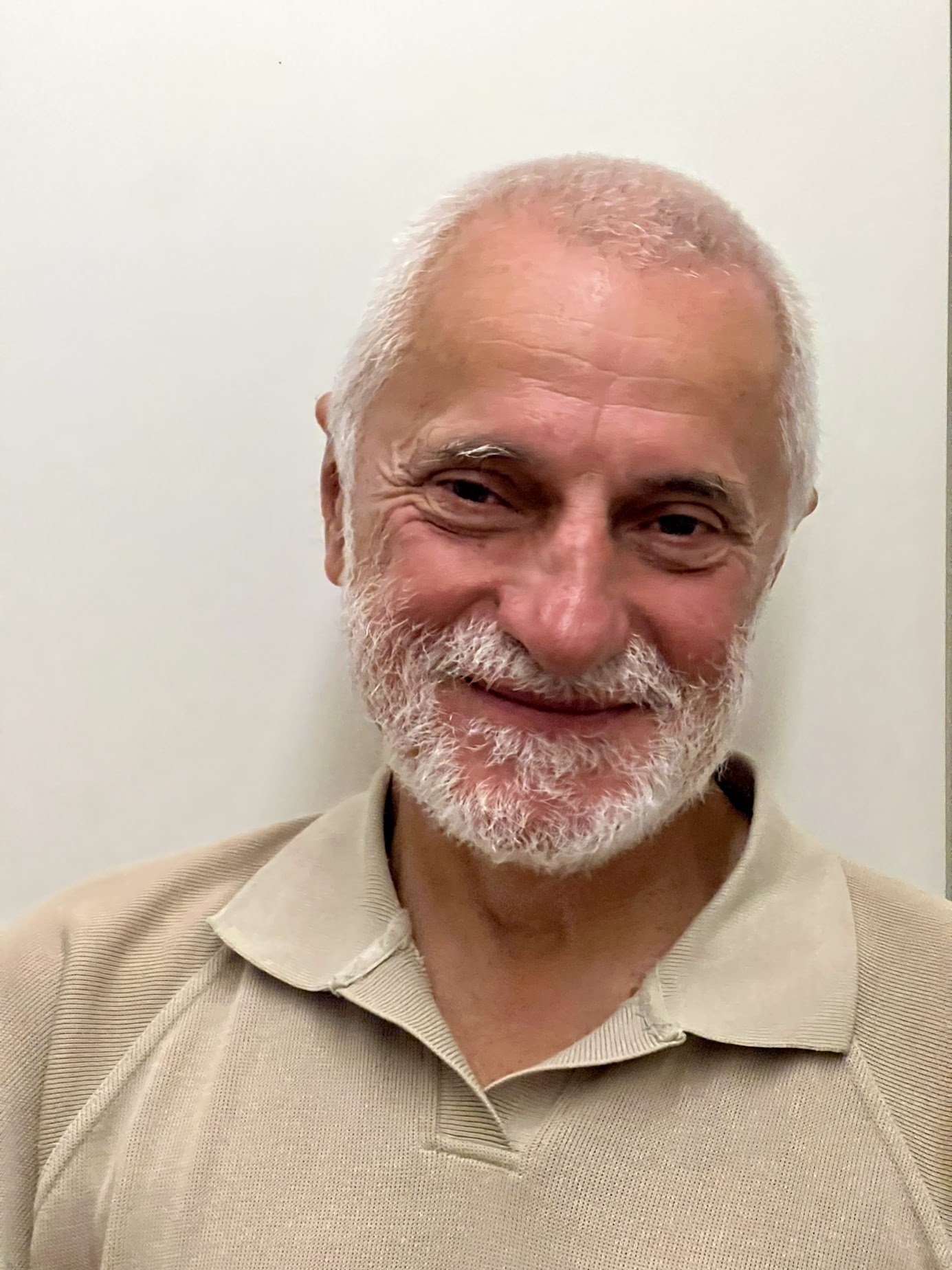
Mirek Zabłocki – der Programmierer (2023)

BlockOut ist ein 1989 veröffentlichtes Computerspiel der polnischen Programmierer Alexander Ustaszewski und Mirek Zabłocki, das auf innovative Weise das Prinzip des Geschicklichkeitsspiels Tetris von zwei auf drei Dimensionen erweiterte.

## Spielprinzip
Der Spieler blickt von oben in einen Schacht mit rechteckigem Grundriss. Dreidimensionale, aus mehreren Würfeln zusammengesetzte Blöcke erscheinen am oberen Rand des Schachts und fallen langsam hinunter, währenddessen können sie vom Spieler um alle drei räumlichen Achsen gedreht und seitlich verschoben werden. Wie bei Tetris ist es das Ziel, die Blöcke puzzleartig in geschlossenen Schichten anzuordnen – sobald eine Ebene vollständig belegt ist, verschwindet sie, und die darüberliegenden Klötze rutschen nach. Das Spiel ist beendet, wenn die liegengebliebenen Klötze das obere Ende des Schachts erreichen.
Blockout wurde 1989 von der kalifornischen Softwarefirma California Dreams und von Rainbow Arts veröffentlicht. Es war die erste offizielle Tetris-Variante, die nicht bei Spectrum HoloByte erschien. Der Name Blockout ist ein geschütztes Warenzeichen der Computerspielefirma Kadon Enterprises aus Maryland.
Trotz der hohen Anforderungen an das räumliche Vorstellungsvermögen und der komplizierten Steuerung war Blockout kommerziell erfolgreich und hat bis heute eine Fangemeinde, die Turniere veranstaltet und sich unter anderem darum bemüht, die MS-DOS-Version des Spiels mit modernen Grafikkarten und Windows-Versionen zum fehlerfreien Laufen zu bringen.
Der positive Einfluss auf die Raumvorstellung Jugendlicher (10- bis 14-Jähriger) konnte 1993 im Rahmen einer wissenschaftlichen Studie nachgewiesen werden.
Offizielle und inoffizielle Versionen des Spiels erschienen für zahlreiche Plattformen, u. a. auch für moderne wie Palm OS, Flash und Java.